# ثائر حماد
ثائر كايد قدورة حماد (2 يوليو 1980) ولد في بلدة سلواد قام يوم الاثنين 3 مارس 2002م بقتل 11 جندي إسرائيلي و 1 مستوطن إسرائيلي و إصابة 9 قنصاً ببندقية M1 أمريكية الصنع تعود للحرب العالمية الأولى بعتاد 70 رصاصة لم يطلق سوى 25 رصاصة حيث انفجرت بندقيته القديمة بعد ذلك، بعملية أطلق عليها إعلاميا اسم عملية عيون الحرامية، وذلك على طريق بين مدينتي رام الله ونابلس.
يطلق البعض عليه لقب قنـاص "وادي الحراميـة"
كما لقبه القائد مروان البرغوثي ب (أمير شهداء الأقصى).

## نشأته
ولد في بلدة سلواد شمال شرق رام الله له خمسة إخوة. اغتالت وحدة إسرائيلية خاصة خاله نبيل حماد في 29 يوليو 1991.

## أحداث
اشترى بندقية قديمة بمبلغ 1300 دينار أردني ومعها نحو 350 رصاص. هذه البندقية إستعملها للتدريب وبعدها لتنفيذ عمليته.
ألقي القبض علية بعد 30 شهراً وحكم ب 11 مؤبداً ونقل إلى سجن ايشل المركزي ووضع في قسم العزل رقم 4 وفيه التقى مروان البرغوثي الذي لقبة ب أمير كتائب شهداء الأقصى.
تمت محاكمته في محكمة عوفر العسكرية، حيث أستغرقت وبعد 30 جلسة صدر الحكم بسجنه مؤبدا 11 مرة.

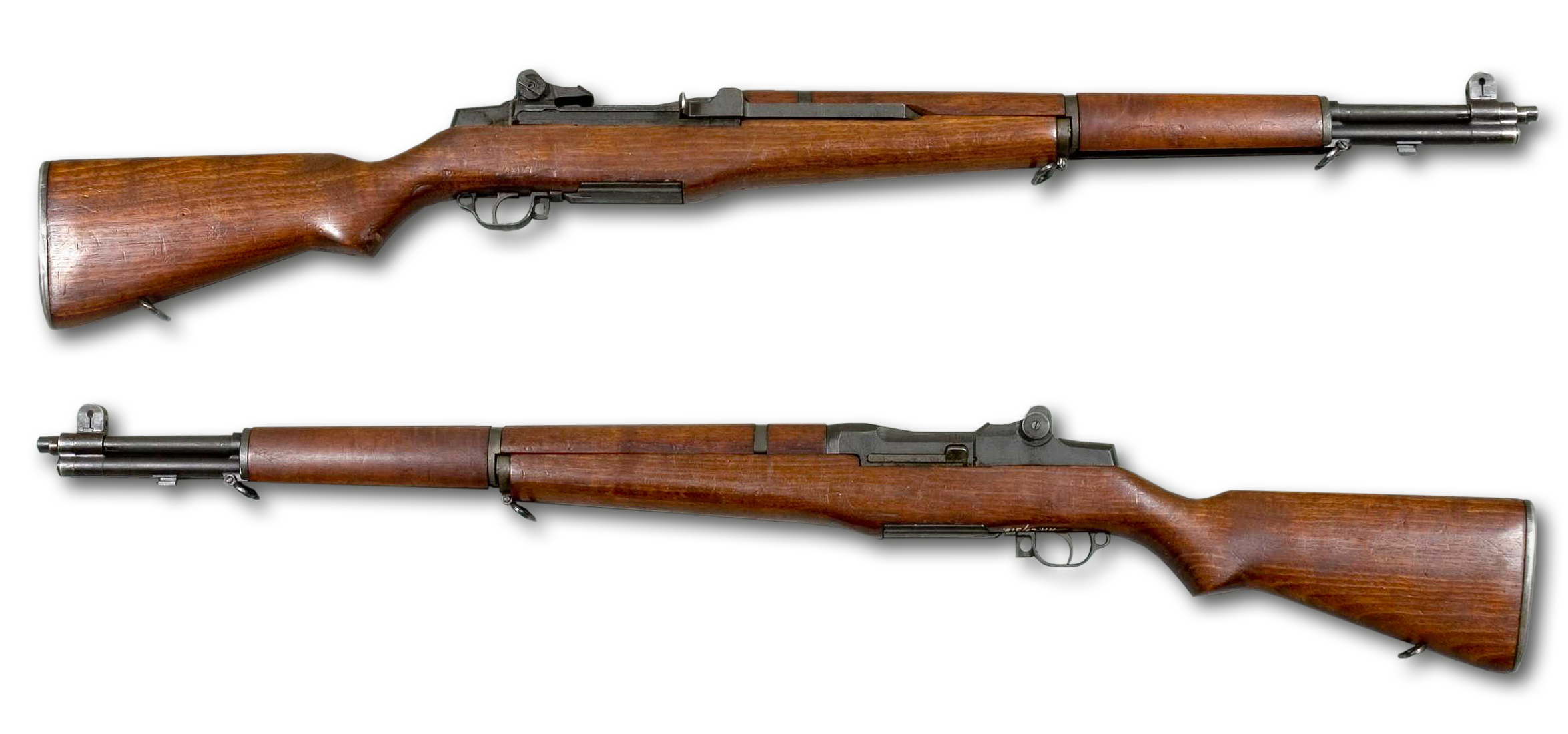
بندقية M1 كتلك التي أستخدمها ثائر التي تعود الحرب العالمية الأولى صناعة أمريكية طلقة عيار (7.62 * 63) mm